# Coppa del mondo di ciclocross 2020-2021
La Coppa del mondo di ciclocross 2020-2021, ventottesima edizione della competizione, si è svolta in cinque prove tra il 29 novembre 2020 e il 24 gennaio 2021. Le gare sono state riservate alle categorie maschili Elite, Under-23 e Juniores, e alle categorie femminili Elite/Under-23 (per tale categoria sono stilate separatamente la classifica Elite e la classifica Under-23) e Juniores.
Le prove Elite di Waterloo, Dublino, Zonhoven, Koksijde, Besançon, Anversa, Diegem, Villars-sur-Ollon e Hoogerheide, inizialmente previste in calendario, sono state annullate a causa della pandemia di COVID-19. Anche le prove Under-23 e Juniores di Dublino, Besançon, Namur, Diegem, Villars-sur-Ollon e Hoogerheide, oltre a quella di Overijse (aggiunta in un secondo momento), inizialmente previste in calendario, sono state annullate per la medesima ragione, riducendo così a un'unica gara il calendario delle relative categorie.

## Punteggi
| Piazzamento | 1  | 2  | 3  | 4  | 5  | 6  | 7  | 8  | 9  | 10 | 11 | 12 | 13 | 14 | 15 | 16 | 17 | 18 | 19 | 20 | 21 | 22 | 23 | 24 | 25 |
| Punti       | 40 | 30 | 25 | 22 | 21 | 20 | 19 | 18 | 17 | 16 | 15 | 14 | 13 | 12 | 11 | 10 | 9  | 8  | 7  | 6  | 5  | 4  | 3  | 2  | 1  |

## Uomini Elite

### Risultati
| N. | Data        | Città       | Prova                       | Vincitore              | Leader della Cl. generale |
| -- | ----------- | ----------- | --------------------------- | ---------------------- | ------------------------- |
| 1  | 29 novembre | Tábor       | Cyklokros Tábor             | Michael Vanthourenhout | Michael Vanthourenhout    |
| 2  | 20 dicembre | Namur       | Cyclo-cross de la Citadelle | Mathieu van der Poel   | Michael Vanthourenhout    |
| 3  | 27 dicembre | Dendermonde | Ambiancecross               | Wout Van Aert          | Wout Van Aert             |
| 4  | 3 gennaio   | Hulst       | Vestingcross                | Mathieu van der Poel   | Wout Van Aert             |
| 5  | 24 gennaio  | Overijse    | Vlaamse Druivencross        | Wout Van Aert          | Wout Van Aert             |

### Classifica generale (Top 10)
Classifica finale.
| Pos. | Corridore              | Squadra                | TAB | NAM | DEN  | HUL | OVE | Punti |
| ---- | ---------------------- | ---------------------- | --- | --- | ---- | --- | --- | ----- |
| 1    | Wout Van Aert          | Jumbo-Visma            | 3   | 2   | 1    | 2   | 1   | 165   |
| 2    | Mathieu van der Poel   | Alpecin-Fenix          | -   | 1   | 2    | 1   | 2   | 140   |
| 3    | Michael Vanthourenhout | Pauwels Sauzen-Bingoal | 1   | 4   | 4    | 4   | 4   | 128   |
| 4    | Toon Aerts             | Baloise Trek Lions     | 4   | 7   | 3    | 5   | 5   | 108   |
| 5    | Quinten Hermans        | Tormans CX Team        | 7   | 5   | 7    | 7   | 9   | 95    |
| 6    | Corné van Kessel       | Tormans CX Team        | 6   | 9   | 6    | 10  | 8   | 91    |
| 7    | Thomas Pidcock         | Trinity Racing         | 17  | 3   | Rit. | 3   | 3   | 84    |
| 8    | Lars van der Haar      | Baloise Trek Lions     | 5   | 6   | Rit. | 6   | 6   | 81    |
| 9    | Laurens Sweeck         | Pauwels Sauzen-Bingoal | 14  | 19  | 5    | 8   | 7   | 77    |
| 10   | Kevin Kuhn             | Tormans CX Team        | 9   | 15  | 14   | 16  | 13  | 63    |

## Donne Elite/Under-23

### Risultati
| N. | Data        | Città       | Prova                       | Vincitrice             | Leader della Cl. generale |
| -- | ----------- | ----------- | --------------------------- | ---------------------- | ------------------------- |
| 1  | 29 novembre | Tábor       | Cyklokros Tábor             | Lucinda Brand          | Lucinda Brand             |
| 2  | 20 dicembre | Namur       | Cyclo-cross de la Citadelle | Lucinda Brand          | Lucinda Brand             |
| 3  | 27 dicembre | Dendermonde | Ambiancecross               | Lucinda Brand          | Lucinda Brand             |
| 4  | 3 gennaio   | Hulst       | Vestingcross                | Denise Betsema         | Lucinda Brand             |
| 5  | 24 gennaio  | Overijse    | Vlaamse Druivencross        | Ceylin del C. Alvarado | Lucinda Brand             |

### Classifica generale
Classifiche finali.

#### Elite (Top 10)
| Pos. | Corridore                  | Squadra                 | TAB | NAM | DEN | HUL | OVE | Punti |
| ---- | -------------------------- | ----------------------- | --- | --- | --- | --- | --- | ----- |
| 1    | Lucinda Brand              | Trek Baloise Lions      | 1   | 1   | 1   | 2   | 2   | 180   |
| 2    | Ceylin del Carmen Alvarado | Alpecin-Fenix           | 2   | 4   | 3   | 3   | 1   | 142   |
| 3    | Denise Betsema             | Pauwels Sauzen-Bingoal  | 3   | 3   | 8   | 1   | 5   | 129   |
| 4    | Clara Honsinger            | Cannondale              | -   | 2   | 2   | 6   | 4   | 102   |
| 5    | Kata Blanka Vas            | Doltcini-Van Eyck Sport | 4   | 5   | 7   | 5   | 9   | 100   |
| 6    | Sanne Cant                 | IKO-Crelan              | 12  | 12  | 6   | 8   | 6   | 86    |
| 7    | Annemarie Worst            | 777.be                  | 5   | -   | 5   | 4   | 11  | 79    |
| 8    | Manon Bakker               | Credishop-Fristads      | -   | 14  | 9   | 9   | 3   | 71    |
| 9    | Puck Pieterse              | Alpecin-Fenix           | 6   | 11  | 23  | 7   | 17  | 66    |
| 10   | Anna Kay                   | Starcasino CX Team      | 9   | 7   | 30  | 18  | 7   | 63    |

#### Under-23 (Top 10)
| Pos. | Corridore                | Squadra                 | TAB | NAM | DEN | HUL | OVE  | Punti |
| ---- | ------------------------ | ----------------------- | --- | --- | --- | --- | ---- | ----- |
| 1    | Kata Blanka Vas          | Doltcini-Van Eyck Sport | 4   | 5   | 7   | 5   | 9    | 100   |
| 2    | Manon Bakker             | Credishop-Fristads      | -   | 14  | 9   | 9   | 3    | 71    |
| 3    | Puck Pieterse            | Alpecin-Fenix           | 6   | 11  | 23  | 7   | 17   | 66    |
| 4    | Anna Kay                 | Starcasino CX Team      | 9   | 7   | 30  | 18  | 7    | 63    |
| 5    | Fem van Empel            | Pauwels Sauzen-Bingoal  | -   | 18  | 4   | 10  | 12   | 60    |
| 6    | Aniek van Alphen         | Credishop-Fristads      | -   | 8   | 16  | 12  | 14   | 54    |
| 7    | Marion Norbert-Riberolle | Starcasino CX Team      | 20  | 35  | 19  | 24  | 15   | 26    |
| 8    | Inge van der Heijden     | 777.be                  | 19  | 17  | 24  | 22  | Rit. | 22    |
| 9    | Madigan Munro            | Trek Factory Racing CX  | -   | 19  | 15  | 37  | 27   | 18    |
| 10   | Francesca Baroni         | Selle Italia-Guerciotti | 14  | -   | -   | -   | 30   | 12    |

## Uomini Under-23

### Risultati
| N. | Data        | Città | Prova           | Vincitore   | Leader della Cl. generale |
| -- | ----------- | ----- | --------------- | ----------- | ------------------------- |
| 1  | 29 novembre | Tábor | Cyklokros Tábor | Thomas Mein | Thomas Mein               |

### Classifica generale (Top 10)
Classifica finale.
| Pos. | Corridore               | Squadra         | TAB | Punti |
| ---- | ----------------------- | --------------- | --- | ----- |
| 1    | Thomas Mein             | Gran Bretagna   | 1   | 40    |
| 2    | Ben Turner              | Gran Bretagna   | 2   | 30    |
| 3    | Iván Feijoo             | Spagna          | 3   | 25    |
| 4    | Loris Rouiller          | Svizzera        | 4   | 22    |
| 5    | Jakub Říman             | Repubblica Ceca | 5   | 21    |
| 6    | Florian Richard Andrade | Francia         | 6   | 20    |
| 7    | Dario Lillo             | Svizzera        | 7   | 19    |
| 8    | Toby Barnes             | Gran Bretagna   | 8   | 18    |
| 9    | Rémi Lelandais          | Francia         | 9   | 17    |
| 10   | Ugo Ananie              | Francia         | 10  | 16    |

## Uomini Junior

### Risultati
| N. | Data        | Città | Prova           | Vincitore      | Leader della Cl. generale |
| -- | ----------- | ----- | --------------- | -------------- | ------------------------- |
| 1  | 29 novembre | Tábor | Cyklokros Tábor | Matěj Stránský | Matěj Stránský            |

### Classifica generale (Top 10)
Classifica finale.
| Pos. | Corridore               | Squadra         | TAB | Punti |
| ---- | ----------------------- | --------------- | --- | ----- |
| 1    | Matěj Stránský          | Repubblica Ceca | 1   | 40    |
| 2    | Lorenzo Masciarelli     | Italia          | 2   | 30    |
| 3    | Matyáš Fiala            | Repubblica Ceca | 3   | 25    |
| 4    | Matteo Siffredi         | Italia          | 4   | 22    |
| 5    | Gustav Wang             | Danimarca       | 5   | 21    |
| 6    | Matyáš Kopecký          | Repubblica Ceca | 6   | 20    |
| 7    | Corran Carrick-Anderson | Gran Bretagna   | 7   | 19    |
| 8    | Filippo Agostinacchio   | Italia          | 8   | 18    |
| 9    | Nathan Smith            | Gran Bretagna   | 9   | 17    |
| 10   | Pavel Jindřich          | Repubblica Ceca | 10  | 16    |

## Donne Junior

### Risultati
| N. | Data        | Città | Prova           | Vincitrice    | Leader della Cl. generale |
| -- | ----------- | ----- | --------------- | ------------- | ------------------------- |
| 1  | 29 novembre | Tábor | Cyklokros Tábor | Zoe Bäckstedt | Zoe Bäckstedt             |

### Classifica generale (Top 10)
Classifica finale.
| Pos. | Corridore           | Squadra         | TAB | Punti |
| ---- | ------------------- | --------------- | --- | ----- |
| 1    | Zoe Bäckstedt       | Gran Bretagna   | 1   | 40    |
| 2    | Marie Schreiber     | Lussemburgo     | 2   | 30    |
| 3    | Lucia Bramati       | Italia          | 3   | 25    |
| 4    | Olivia Onesti       | Francia         | 4   | 22    |
| 5    | Line Burquier       | Francia         | 5   | 21    |
| 6    | Karolína Bedrníková | Repubblica Ceca | 6   | 20    |
| 7    | Beatrice Fontana    | Italia          | 7   | 19    |
| 8    | Julia Kopecký       | Repubblica Ceca | 8   | 18    |
| 9    | Monique Halter      | Svizzera        | 9   | 17    |
| 10   | Tereza Kurnická     | Repubblica Ceca | 10  | 16    |